# Гринфилд (Пенсилванија)
Гринфилд (енгл. Greenfields) насељено је место без административног статуса у америчкој савезној држави Пенсилванија.

## Демографија
По попису из 2010. године број становника је 1.170.
| Група             | 2000.    | 2010.         |
| Белци             | 0 (0,0%) | 1.019 (87,1%) |
| Афроамериканци    | 0 (0,0%) | 37 (3,2%)     |
| Азијати           | 0 (0,0%) | 16 (1,4%)     |
| Хиспаноамериканци | 0 (0,0%) | 91 (7,8%)     |
| Укупно            | 0        | 1.170         |